# Santa Bárbara do Pará
Santa Bárbara do Pará – miasto i gmina w Brazylii, w stanie Pará. Znajduje się w mezoregionie Metropolitana de Belém i mikroregionie Belém.